# Giaveno
Giaveno es una localidad y comune italiana de la provincia de Turín, región de Piamonte, con 16.483 habitantes.

## Evolución demográfica
| Gráfica de evolución demográfica de Giaveno entre 1861 y 2001 |
|                                                               |
| Fuente ISTAT - elaboración gráfica de Wikipedia               |

## Ciudades Hermanas
- Brinkmann, Córdoba, Argentina[4]